# تپه حق سور
تپه حق سور در شهرستان خرم‌آباد، بخش پاپی، دهستان کشور، روستای حق سور واقع شده و این اثر در تاریخ ۲۸ اسفند ۱۳۸۵ با شمارهٔ ثبت ۱۸۵۳۵ به‌عنوان یکی از آثار ملی ایران به ثبت رسیده است.